# Wilhelm von Dobrokowsky
Wilhelm von Dobrokowsky (eller Dobrikowsky), född 1648 i Sachsen, död i september 1712 i Pommern, var en svensk militär.
Wilhelm von Dobrikowsky var son till överstelöjtnant Rudolf Georg Dobrikowsky von Mategorea. Han var 1688 anställd vid markgreve Kristian Ernst av Bayreuth adliga garde. von Dobrokowsky blev 1672 kornett vid överste Brunows regemente i svensk sold, löjtnant där 1675 och kaptenlöjtnant samma år. Han blev 1676 ryttmästare vid överste Vellingks regemente till häst, kapten vid tyska livregementet till fot 1688 med konfirmerad fullmakt 1695. År 1695 naturaliserades von Dobrokowsky som svensk adelsman och introducerades på riddarhuset 1697. Han befordrades till major 1696, till överstelöjtnant 1700 och blev kommendant på Bohus fästning och överstelöjtnant vid tyska livregementet till fot 1701. År 1711 var von Dobrokowsky överste och chef för Tredje pommerska lantregementet och utsågs till kommendant i Kristianstad samma år. Han kom dock aldrig aldrig att tillträda kommendantsbefattningen, efter Filip Fredrik Rothliebs död 1712 utsågs han att efterträda denne som chef för tyska livregementet till fot, men avled själv efter några månader.